# Lacanianismo
Lacanianismo ou psicanálise lacaniana é um sistema teórico que explica a mente, o comportamento e a cultura através de uma extensão estruturalista e pós-estruturalista da psicanálise clássica, iniciada pelo trabalho de Jacques Lacan das décadas de 1950 a 1980. As perspectivas lacanianas afirmam que o mundo da linguagem, o Simbólico, estrutura a mente humana e enfatizam a importância do desejo, que é concebido como perpétuo e impossível de satisfazer. O lacanianismo contemporâneo é caracterizado por uma ampla gama de pensamentos e um extenso debate entre os lacanianos.
O lacanianismo tem sido particularmente influente no pós-estruturalismo, na teoria literária e na teoria feminista, bem como em vários ramos da teoria crítica, incluindo a teoria queer. Da mesma forma, foi criticado pelos pós-estruturalistas Deleuze e Guattari e por várias teóricas feministas. A sua relevância clínica é limitada e fora da França não teve influência na psiquiatria. Há uma vertente lacaniana na política de esquerda, incluindo o pós-anarquismo de Saul Newman e Duane Rousselle, o marxismo estrutural de Louis Althusser e os trabalhos de Slavoj Žižek e Alain Badiou. Figuras influentes no lacanianismo incluem Slavoj Žižek, Julia Kristeva e Serge Leclaire.

## Visão geral
Os lacanianos veem a estrutura da mente como definida pela entrada do indivíduo, ainda criança, no mundo da linguagem, o Simbólico, por meio de um processo edipiano. Tal como outras abordagens pós-estruturalistas, o lacanianismo considera o sujeito como uma ilusão criada quando um indivíduo é significado (representado na linguagem). Porém, essa significação inicial é incompleta, pois sempre há algo no sujeito que não pode ser devidamente representado na linguagem, o que significa que a significação também divide o sujeito. O Simbólico é definido pelo Outro, aquelas partes do mundo exterior com as quais o sujeito não consegue se identificar, que é o lugar onde os significantes recebem significado. A linguagem é, portanto, um discurso do Outro, fora do controle consciente.
A mente inconsciente é constituída por uma rede de significantes vazios que ressurgem na linguagem — particularmente sonhos e atos freudianos — e a prática clínica lacaniana concentra-se estreitamente nas palavras precisas usadas pelo analisando (paciente), o que Lacan caracterizou como um retorno a Freud. A análise concentra-se principalmente no desejo. Os lacanianos afirmam que o desejo não pode ser satisfeito, pois o objeto e a causa do desejo é um objeto inalcançável, o objet petit a, que o sujeito associa continuamente a diferentes coisas que eles acreditam erroneamente que irão satisfazer seu desejo. O objeto a existe como consequência da divisão do sujeito em significação, então diz-se que o desejo resulta de uma falta insolúvel no âmago do sujeito.
O lacanianismo postula que todas as pessoas pertencem a uma das três estruturas clínicas e são psicóticas, perversas ou, mais comumente, neuróticas. Os sujeitos neuróticos — isto é, a maioria das pessoas — são sempre histéricos ou obsessivos. As três estruturas clínicas descrevem a relação do sujeito com o Outro e estão cada uma associada a um mecanismo de defesa diferente: os psicóticos usam a foraclusão, uma rejeição da autoridade do pai no complexo de Édipo que resulta na falha na formação de um inconsciente Simbólico; os pervertidos usam a negação, não aceitando que a falta causa o desejo e nomeando um objeto específico como sua causa, seu fetiche; e os neuróticos usam o recalque.
A realidade psíquica é constituída pelo Simbólico, pelo Imaginário, pelo Real, e para os lacanianos que seguem Kristeva, pela Semiótica.

### Estágio de espelho
A primeira contribuição oficial de Lacan para a psicanálise foi o estágio de espelho, que ele descreveu como "formativo da função do eu revelada na experiência psicanalítica". No início da década de 1950, ele passou a considerar o estágio do espelho como mais do que um momento na vida da criança; em vez disso, fazia parte da estrutura permanente da subjetividade. Na ordem imaginária, a própria imagem do sujeito o captura e cativa permanentemente. Lacan explica que “a fase do espelho é um fenômeno ao qual atribuo um duplo valor. Em primeiro lugar, tem valor histórico porque marca uma viragem decisiva no desenvolvimento mental da criança. Em segundo lugar, tipifica uma relação libidinal essencial com a imagem corporal”.
À medida que este conceito se desenvolveu, a ênfase recaiu menos no seu valor histórico e mais no seu valor estrutural. Em seu quarto seminário, La relation d'objet, Lacan afirma que “o estágio do espelho está longe de ser um mero fenômeno que ocorre no desenvolvimento da criança. Ele ilustra a natureza conflituosa da relação dual”.
O estágio do espelho descreve a formação do ego através do processo de objetificação, sendo o ego o resultado de um conflito entre a aparência visual percebida e a experiência emocional. Essa identificação é o que Lacan chamou de alienação. Aos seis meses, o bebê ainda não tem coordenação física. A criança é capaz de se reconhecer no espelho antes de obter controle sobre seus movimentos corporais. A criança vê a sua imagem como um todo e a síntese dessa imagem produz uma sensação de contraste com a falta de coordenação do corpo, que é percebido como um corpo fragmentado. A criança experimenta este contraste inicialmente como uma rivalidade com a sua imagem, porque a totalidade da imagem ameaça a criança com a fragmentação — assim, o estágio do espelho dá origem a uma tensão agressiva entre o sujeito e a imagem. Para resolver esta tensão agressiva, a criança identifica-se com a imagem: esta identificação primária com a contraparte forma o ego. Lacan entendeu esse momento de identificação como um momento de júbilo, pois conduz a um sentido imaginário de domínio; contudo, quando a criança compara seu precário senso de domínio com a onipotência da mãe, uma reação depressiva pode acompanhar o júbilo.
Lacan chama a imagem especular de ortopédica, pois leva a criança a antecipar a superação de sua “real prematuridade específica de nascimento”. A visão do corpo como integrado e contido, em oposição à experiência real de incapacidade motora da criança e à sensação do seu corpo como fragmentado, induz um movimento da insuficiência para a antecipação. Em outras palavras, a imagem espelhada inicia e depois auxilia, como uma muleta, o processo de formação de um senso integrado de identidade.
No estágio do espelho, um mal-entendido (méconnaissance) constitui o ego — o eu ( moi ) torna-se alienado de si mesmo através da introdução de uma dimensão imaginária ao sujeito. O palco do espelho também possui uma dimensão simbólica significativa, pela presença da figura do adulto que carrega o bebê. Tendo assumido jubilosamente a imagem como sua, a criança vira a cabeça para esse adulto, que representa o grande Outro, como se quisesse apelar ao adulto para ratificar esta imagem.

### Desejo
O conceito de desejo de Lacan está relacionado ao Begierde de Hegel, um termo que implica uma força contínua e, portanto, de alguma forma difere do conceito de Wunsch de Freud. O desejo de Lacan refere-se sempre ao desejo inconsciente porque é o desejo inconsciente que constitui a preocupação central da psicanálise.
O objetivo da psicanálise é levar o analisando a reconhecer seu desejo e, ao fazê-lo, descobrir a verdade sobre seu desejo. No entanto, isso só é possível se o desejo for articulado na fala: “Só quando é formulado, nomeado na presença do outro, é que o desejo aparece no sentido pleno do termo”. E ainda em O Ego na Teoria de Freud e na Técnica da Psicanálise: “o que importa é ensinar o sujeito a nomear, a articular, a fazer existir o desejo. O sujeito deverá passar a reconhecer e nomear seu desejo. Mas não se trata de reconhecer algo que poderia ser inteiramente dado. Ao nomeá-lo, o sujeito cria, traz à tona uma nova presença no mundo". A verdade sobre o desejo está de alguma forma presente no discurso, embora o discurso nunca seja capaz de articular toda a verdade sobre o desejo; sempre que o discurso tenta articular o desejo, há sempre uma sobra ou um excedente.
Lacan distingue desejo de necessidade e de demanda. A necessidade é um instinto biológico onde o sujeito depende do Outro para satisfazer as suas próprias necessidades: para obter a ajuda do Outro, a necessidade deve ser articulada em demanda. Mas a presença do Outro não só garante a satisfação da necessidade, mas também representa o amor do Outro. Consequentemente, a demanda adquire uma dupla função: por um lado, articula a necessidade e, por outro, atua como uma demanda de amor. Mesmo depois de satisfeita a necessidade articulada na demanda, a demanda de amor permanece insatisfeita, uma vez que o Outro não consegue fornecer o amor incondicional que o sujeito busca. “O desejo não é o apetite de satisfação, nem a exigência de amor, mas a diferença que resulta da subtração do primeiro do segundo”. O desejo é um excedente, uma sobra, produzido pela articulação da necessidade com a demanda: “o desejo começa a se formar na margem em que a demanda se separa da necessidade”. Ao contrário da necessidade, que pode ser satisfeita, o desejo nunca pode ser satisfeito: é constante na sua pressão e eterno. A realização do desejo não consiste em ser realizado, mas na sua reprodução como tal. Como diz Slavoj Žižek, “a raison d'être do desejo não é realizar o seu objetivo, encontrar a satisfação plena, mas reproduzir-se como desejo”.
Lacan também distingue entre desejo e pulsões: o desejo é um e as pulsões são muitas. As pulsões são manifestações parciais de uma única força chamada desejo. O conceito de Lacan de objet petit a é o objeto do desejo, embora esse objeto não seja aquele para o qual o desejo tende, mas sim a causa do desejo. O desejo não é uma relação com um objeto, mas uma relação com uma falta (manque).
Nos Quatro Conceitos Fundamentais da Psicanálise, Lacan argumenta que “o desejo do homem é o desejo do Outro”. Isto implica o seguinte:
1. O desejo é o desejo do desejo do Outro, ou seja, que o desejo é objeto do desejo do outro e que o desejo é também desejo de reconhecimento. Aqui Lacan segue Alexandre Kojève, que segue Hegel: para Kojève o sujeito deve arriscar a própria vida se quiser alcançar o prestígio desejado.[14] Esse desejo de ser objeto do desejo do outro é melhor exemplificado no complexo de Édipo, quando o sujeito deseja ser o falo da mãe.
2. Em A Subversão do Sujeito e a Dialética do Desejo no Inconsciente Freudiano,[15] Lacan afirma que o sujeito deseja do ponto de vista de outro, pelo que o objeto do desejo de alguém é um objeto desejado por outro: o que faz o objeto desejável é que seja precisamente desejado por outra pessoa. Novamente Lacan segue Kojève (que segue Hegel). Este aspecto do desejo está presente na histeria, pois o histérico é alguém que converte o desejo de outra pessoa em seu próprio desejo (ver Fragmento de uma análise de um caso de histeria de Sigmund Freud em SE VII, onde Dora deseja Frau K porque ela identifica com o Herr K). O que importa então na análise de uma histérica não é descobrir o objeto do seu desejo, mas descobrir o sujeito com quem ela se identifica.
3. Désir de l'Autre, que se traduz como desejo do Outro. O desejo fundamental é o desejo incestuoso pela mãe, o Outro primordial.[16]
4. Desejo é o desejo de outra coisa, pois é impossível desejar o que já se tem. O objeto do desejo é continuamente adiado, razão pela qual o desejo é uma metonímia.[17]
5. O desejo aparece no campo do Outro — isto é, no inconsciente.

Por último, mas não menos importante, para Lacan, a primeira pessoa que ocupa o lugar do Outro é a mãe e a princípio a criança está à sua mercê. Somente quando o pai articula o desejo com a Lei, castrando a mãe, o sujeito se liberta do desejo pela mãe.

## História

### A vida de Lacan
Lacan considerou a psique humana enquadrada nas três ordens do Real, do Simbólico e do Imaginário (RSI). As três divisões, em suas diversas ênfases, também correspondem aproximadamente ao desenvolvimento do pensamento de Lacan. Como ele mesmo disse no Seminário XXII: “Comecei pelo Imaginário, depois tive que mastigar a história do Simbólico (...) e terminei apresentando para vocês este famoso Real”.
O primeiro período psicanalítico de Lacan abrange as décadas de 1930 e 1940. Suas contribuições deste período centraram-se nas questões de imagem, identificação e fantasia inconsciente. Desenvolvendo o conceito de espelhamento infantil de Henri Paul Hyacinthe Wallon, ele usou a ideia do estágio de espelho para demonstrar a natureza imaginária do ego, em oposição às visões da psicologia do ego.
Na década de 1950, o foco do interesse de Lacan mudou para a ordem simbólica de parentesco, cultura, estrutura social e papéis — todos mediados pela aquisição da linguagem — na qual cada um de nós nasce e com a qual todos temos que chegar a um acordo.
O foco da terapia passou a ser lidar com rupturas por parte do Imaginário do papel estruturante desempenhado pelo significante/Outro/Ordem Simbólica.
A abordagem de Lacan à psicanálise criou uma dialética entre o pensamento de Freud e o de pensadores estruturalistas como Ferdinand de Saussure, bem como de Heidegger, Hegel e outros filósofos continentais.
Os anos sessenta viram a atenção de Lacan cada vez mais focada no que ele chamou de Real — não a realidade externa consensual, mas sim aquele elemento inconsciente da personalidade, ligado ao trauma, ao sonho e à pulsão, que resiste à significação.
O Real era o que faltava ou estava ausente em toda teoria estrutural totalizante; e na forma de jouissance, e a persistência do sintoma, marcaram a mudança da psicanálise de Lacan da modernidade para a pós-modernidade.
Então o Real, junto com o Imaginário e o Simbólico, passou a formar uma tríade de registros elementares. Lacan acreditava que esses três conceitos estavam inseparavelmente interligados e, na década de 1970, eles eram parte integrante de seu pensamento.

### Múltiploslacanianismos
O pensamento de Lacan estava intimamente ligado não apenas ao trabalho de Freud, mas também ao dos mais proeminentes de seus sucessores psicanalíticos – Heinz Hartmann, Melanie Klein, Michael Balint, D. W. Winnicott e outros. Com o rompimento de Lacan com a psicanálise oficial em 1963-1964, entretanto, desenvolveu-se uma tendência de buscar um lacanianismo puro e autocontido, sem armadilhas psicanalíticas. O índice de Jacques-Alain Miller dos Écrits já havia escrito sobre a epistemologia lacaniana, a experiência analítica (em sua definição lacaniana...); e onde a velha guarda de discípulos da primeira geração como Serge Leclaire continuou a enfatizar a importância da releitura de Freud, os novos recrutas dos anos sessenta e setenta favoreceram, em vez disso, um Lacan a-histórico, sistematizado após o evento em um rigoroso se todo teórico simplificado demais.
Três fases principais podem ser identificadas na obra madura de Lacan:  sua exploração do Imaginário e do Simbólico nos anos 50; a sua preocupação com o Real e o objeto de desejo perdido, o objet petit a, durante os anos sessenta; e uma fase final destacando o jouissance e a formulação matemática do ensino psicanalítico.
À medida que, na década de 1950, Lacan desenvolveu um estilo distinto de ensino baseado em uma leitura linguística de Freud, ele também conquistou seguidores substanciais na Société Française de Psychanalyse (SFP), sendo Serge Leclaire apenas o primeiro de muitos lacanianos franceses. Foi esta fase do seu ensino que foi comemorada nos Écrits e que primeiro encontrou o seu caminho no mundo de língua inglesa, onde mais lacanianos podiam ser encontrados nos departamentos de inglês ou de filosofia do que na prática clínica.
Contudo, a própria extensão do seguimento de Lacan suscitou sérias críticas: ele foi acusado tanto de abusar da transferência positiva para vincular seus analisandos a si mesmo, quanto de aumentar seu número através do uso de sessões analíticas abreviadas. A natureza questionável de seus seguidores foi uma das razões para seu fracasso em obter o reconhecimento de seus ensinamentos por parte da Associação Psicanalítica Internacional para a forma francesa de freudismo que era o lacanianismo — um fracasso que o levou a fundar a École Freudienne de Paris (EFP) em 1964. Muitos de seus seguidores mais próximos e criativos, como Jean Laplanche, escolheram a IPA em vez de Lacan neste ponto, no primeiro de muitos cismas lacanianos subsequentes.
A Carta aos Italianos de Lacan de 1973, nomeou Muriel Drazien, Giacomo Contri e Armando Verdiglione para levar seus ensinamentos à Itália.
Como corpo de pensamento, o lacanianismo começou a abrir caminho no mundo de língua inglesa a partir dos anos sessenta, influenciando a teoria do cinema, o pensamento feminista, a teoria queer, e a crítica psicanalítica, bem como a política e as ciências sociais, principalmente através dos conceitos de Imaginário e de Simbólico. Contudo, à medida que o papel do real e da jouissance na estrutura oposta se tornou mais amplamente reconhecido, o lacanianismo também se desenvolveu como uma ferramenta para a exploração do sujeito dividido da pós-modernidade.
Desde a morte de Lacan, no entanto, grande parte da atenção pública voltada para o seu trabalho começou a diminuir. Lacan sempre foi criticado por seu estilo de escrita obscurantista; e muitos de seus discípulos simplesmente replicaram os elementos mistificadores de sua obra (numa espécie de identificação transferencial) sem seu frescor.
Onde o interesse pelo lacanianismo reviveu no século XXI, foi em grande parte o trabalho de figuras como Slavoj Žižek, que foram capazes de usar o pensamento de Lacan para os seus próprios fins intelectuais, sem a ortodoxia por vezes sufocante de muitas das tradições formais lacanianas. A influência contínua do lacanianismo é, portanto, paradoxalmente mais forte naqueles que parecem ter abraçado a recomendação de Malcolm Bowie: "aprender a desaprender a linguagem lacaniana da mesma forma que Lacan desaprende a linguagem freudiana".

### Durante a vida de Lacan

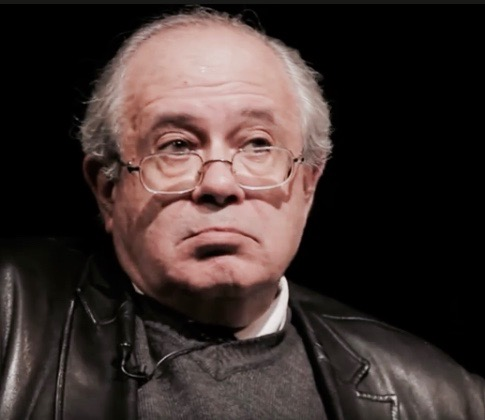
Jacques-Alain Miller

Élisabeth Roudinesco sugeriu que, após a fundação da EFP, "a história da psicanálise na França tornou-se subordinada à do lacanianismo (...) o movimento lacaniano ocupou a partir de então a posição motora em relação à qual os outros movimentos foram obrigados a determinar o seu curso". Houve certamente uma grande expansão no número da escola, embora possivelmente à custa da quantidade em detrimento da qualidade, à medida que uma enxurrada de psicólogos submergiu os analistas que vieram com ele do SFP. Os protestos contra o novo regime atingiram o auge com a introdução do passe autocertificado ao estatuto analítico, e velhos camaradas como François Perrier romperam no amargo cisma de 1968 para fundar o Quatrieme Groupe.
No entanto, permaneceram divisões importantes dentro do EDF, que sofreu outra divisão sobre a questão das qualificações analíticas. Permaneceu dentro do movimento uma ampla divisão entre a velha guarda da primeira geração de lacanianos, focada no simbólico — no estudo de Freud através das ferramentas linguísticas estruturais dos anos cinquenta — e o grupo mais jovem de matemáticos e filósofos centrado em Jacques-Alain Miller, que defendia um lacanianismo autocontido, formalizado e livre de suas raízes freudianas.
Assim como Lacan, na década de 1970, falava da matematização da psicanálise e cunhou o termo matema para descrever sua abstração estereotipada, Leclaire rejeitou bruscamente as novas fórmulas como graffiti. No entanto, apesar dessas e de outras tensões, a EDF manteve-se unida sob o carisma de seu mestre, até que (para desespero de seus seguidores) o próprio Lacan dissolveu a escola em 1980, um ano antes de sua morte.

### Pós-lacanianismo
O início da década de oitenta viu o movimento pós-lacaniano dissolver-se numa infinidade de novas organizações, das quais a École de la Cause Freudienne (ECF, 273 membros) e o Centre de Formation et de Recherches Psychoanalytiques (CFRP, 390 membros) são talvez os mais importantes. Em 1993, outras catorze associações surgiram do antigo EDF; o processo não parou aí. As primeiras demissões e divisões da ECF foram seguidas, no final da década de 1990, por um êxodo maciço de analistas da organização de Miller em todo o mundo, sob alegações de abuso de autoridade.
Foram feitas tentativas de reunir as várias facções, Leclaire argumentando que o lacanianismo estava "se tornando ossificado, endurecendo-se em uma espécie de guerra religiosa, em debates teóricos que não contribuem mais com nada de novo". Mas com o lacanianismo francês (em particular) assombrado por um passado de traições e conflitos  — por facção após facção reivindicando o seu segmento do pensamento lacaniano como o único genuíno — a reunificação de qualquer tipo tem-se revelado muito problemática; e Roudinesco talvez estivesse correto ao concluir que "O lacanianismo, nascido da subversão e do desejo de transgredir, está essencialmente condenado à fragilidade e à dispersão".

### Lacanianismo contemporâneo
Três divisões principais podem ser feitas no lacanianismo contemporâneo:
- De uma maneira, a leitura acadêmica de um Lacan desclinicalizado tornou-se uma atividade em si.[60]
- O (autodenominado) legitimismo da ECF, desenvolvido num movimento internacional com forte apoio espanhol, bem como raízes latino-americanas, estabeleceu-se como um desafio rival ao IPA.[61]
- A terceira forma é um lacanianismo plural, melhor sintetizado no moderado CFRP, com o seu abandono do passe e abertura à psicanálise tradicional,[62] e (após a dissolução de 1995) nos seus dois sucessores.[53]

As tentativas de voltar a aderir à IPA permanecem problemáticas, no entanto, sobretudo devido à persistência da sessão curta e à rejeição de Lacan da contratransferência como ferramenta terapêutica.

## Escolas de pensamento

### Teoria de gênero
Judith Butler, Bracha L. Ettinger e Jane Galope usaram o trabalho lacaniano, embora de forma crítica, para desenvolver a teoria de gênero.

## Crítica

L'anti-Œdipe de Gilles Deleuze e Félix Guattari

### Deleuzoguattariano
Gilles Deleuze e Félix Guattari, este último um analista lacaniano treinado, lançaram um grande ataque à psicanálise lacaniana a partir do pós-estruturalismo em L'anti-Œdipe (1972). Frederick Crews escreve que quando eles "acusaram a psicanálise lacaniana de ser uma desordem capitalista" e "atacaram os analistas como os mais sinistros sacerdotes-manipuladores de uma sociedade psicótica" no L'anti-Œdipe, sua "demonstração foi amplamente considerada irrespondível" e "devastou o já diminuindo o campo lacaniano em Paris".
A crítica deleuzoguattariana ao lacanianismo ataca sua concepção do desejo como negativo, na medida em que resulta de uma falta no sujeito, e sua crença de que a mente inconsciente é estruturada como uma linguagem. Deleuze e Guattari argumentaram que a mente inconsciente era esquizofrênica, caracterizada por rizomas de investimento libidinal, e que o desejo era uma força criativa que alimentava os blocos de construção essenciais das estruturas psíquicas, as máquinas desejantes. As redes de significantes às quais tanto peso é dado no lacanianismo são estruturas criadas por máquinas desejantes, acima do nível do inconsciente. Consequentemente, a análise lacaniana trabalha para resolver a neurose, mas não consegue ver que as neuroses são um problema de segunda ordem que nada revela sobre o inconsciente — como faz a psicanálise clássica de Freud.
Deleuze e Guattari propuseram uma extensão pós-estruturalista alternativa da psicanálise clássica, a esquizoanálise, que foi definida em oposição a essas aparentes falhas do lacanianismo. Ao contrário do lacanianismo, a esquizoanálise repudia abertamente partes de Freud, particularmente a sua concepção neurótica do inconsciente, e Deleuze e Guattari insistiram que ela era distinta da psicanálise. A esquizoanálise foi aprofundada em Mille Plateaux (1980) e no trabalho individual de Guattari na década de 1980 e início dos anos 90.

### Feminista
Elizabeth Grosz acusa Lacan de manter uma tradição sexista na psicanálise.
Luce Irigaray acusa Lacan de perpetuar o domínio falocêntrico no discurso filosófico e psicanalítico. Outros repetiram esta acusação, vendo Lacan como preso no próprio domínio falocêntrico que a sua linguagem procurava ostensivamente minar. O resultado — afirmaria Cornelius Castoriadis — foi fazer com que todos os pensamentos dependessem dele mesmo e, assim, sufocar a capacidade de pensamento independente entre todos aqueles que o rodeavam.

## Lacanianos notáveis
- Alain Badiou
- Cornelius Castoriadis
- Joan Copjec
- Michel de Certeau
- Muriel Drazien
- Antoinette Fouque
- Julia Kristeva
- Serge Leclaire
- Maud Mannoni
- Octave Mannoni
- Christian Metz
- Jacques-Alain Miller
- François Perrier
- Jacqueline Rose
- Slavoj Žižek